# Persoonia striata
Persoonia striata (лат.) — кустарник, вид рода Персоония (Persoonia) семейства Протейные (Proteaceae), эндемик юго-запада Западной Австралии. Прямостоячий, часто раскидистый куст с опушёнными молодыми веточками, с листьями от линейных до лопаткообразных и ярко-жёлтыми цветками, растущими группами по пять на цветоносе.

## Ботаническое описание
Persoonia striata — прямостоячий, часто раскидистый куст высотой 15-70 см. Молодые ветви покрыты беловатыми или сероватыми волосками. Листья имеют форму от линейных до лопаткообразных, 10-45 мм в длину и 0,7-2,7 мм в ширину с тремя параллельными гребнями с обеих сторон. Цветки расположены группами до пяти на цветоносном побеге длиной до 2 мм, который обычно продолжает расти после цветения, каждый цветок на цветоножке 2,5-9 ммдлиной с чешуйчатым листом у его основания. Листочки околоцветника ярко-жёлтые, 8,5-12,5 ммв длину и гладкие. Цветёт с ноября по декабрь.

## Таксономия
Впервые вид был официально описан в 1830 году Робертом Брауном в Supplementum primum Prodromi florae Novae Hollandiae из образцов, собранных в 1829 году Уильямом Бакстером около залива короля Георга.

## Распространение и местообитание
Persoonia striata — эндемик юго-запада Западной Австралии. Растёт в редколесь в районе между озером Хоуп, Дамблейунг и Албани в биогеографических регионах Эйвон Уитбелт, Кулгарди, Эсперанс-Плейнс, Джаррах-Форест и Малли на юго-западе Западной Австралии.